# Tim Burke
Timothy John "Tim" Burke född 3 februari 1982 i Paul Smiths, Lake Placid, USA är en amerikansk skidskytt.

## Skidskyttekarriär
Burke debuterade i världscupen säsongen 2003/2004 i Ruhpolding genom att komma 82:a i en sprinttävling. I världscuppremiären 2009/2010 i Östersund fick Burke sitt genombrott. Först slog Burke till med en överraskande andra plats i distansloppet, vilket han följde upp med att komma trea på sprinten två dagar senare. Det är Burkes bästa resultat någonsin i världscupen. Under olympiska spelen i Vancouver 2010 lyckades Burke inte alls något vidare. Hans bästa placering blev en artonde plats i masstarten, då endast 30 deltagare får starta. Hans dåliga form fortsatte även efter de olympiska spelen och han slutade bara på fjortonde plats totalt i världscupen.
I Världsmästerskapen i Nove Mesto 2013 tog Burke en silvermedalj i distanstävlingen.
Burke har en svensk skidskyttetränare, Per Nilsson